# أنتوني والتون (كاتب)
أنتوني والتون (بالإنجليزية: Anthony Walton)‏ هو كاتب أمريكي، ولد في 1960.